# Georg Schweitzer

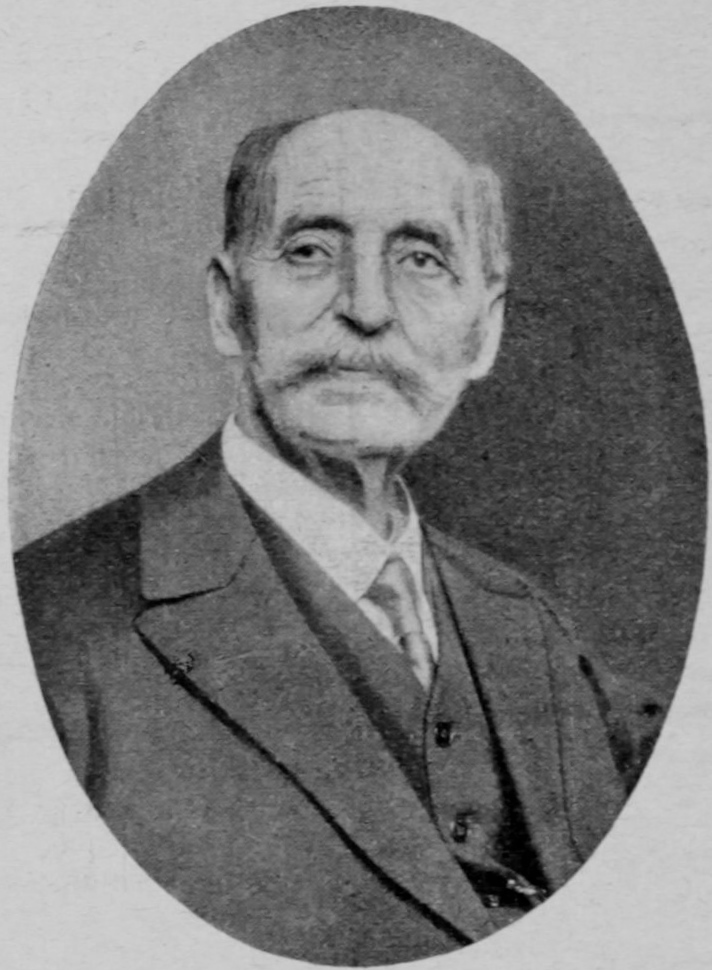
Major Georg Schweitzer (1850–1940), Journalist und Vorsitzender der Berliner Pressekonferenz (1914–32), Porträt aus dem Jahr 1930

Georg Julius Arthur Schweitzer (* 12. April 1850 in Berlin; † 21. Oktober 1940 ebenda) war ein deutscher Publizist, Journalist und Reiseschriftsteller.

## Leben
Sein Vater war der Journalist Julius Ernst Schweitzer, seine Mutter Marie Laura Babette Christiane Schweitzer geborene Teibel. Er wurde in der evangelisch-lutherischen Sophienkirche in Berlin-Mitte am 5. Mai 1850 getauft. Am 12. Oktober 1895 heiratete er in Guben Mathilde Bertha Schweitzer Lehmann (evangelisch, 1855–1933).
Schweitzer war im Deutsch-Französischen Krieg 1870/71 Kriegsfreiwilliger.
Seine berufliche Laufbahn begann Georg Schweitzer 1873 als Wirtschaftsjournalist für die Nationalzeitung. Seit 1875 hatte er die Leitung der Berliner Vertretung des Handelsteils der Frankfurter Zeitung inne. Überdies besorgte Schweitzer in den folgenden Jahren den Korrespondentendienst für eine Reihe weiterer deutscher Zeitungen wie dem Hannoverschen Courier und der Breslauer Morgenzeitung. Er ist zudem als Handelsredakteur für die Vossische Zeitung, Post und Norddeutsche Allgemeine Zeitung belegt.
Nachdem er 1898 den Ostasiatischen Lloyd, eine in Schanghai erscheinende deutsche Zeitung organisiert hatte, gründete er die Kolonialzeitungen Deutsche Japan-Post in Yokohama sowie Tsingtauer Neueste Nachrichten in Tsingtau. Zusätzlich war ihm bis 1914 die Leitung eines Depeschendienstes mit 20 Korrespondenzbüros über ganz Ostasien anvertraut.
Georg Schweitzer war ein Freund des Afrikaforschers Georg Schweinfurth sowie Freund und Cousin des berühmten Reisenden Emin Pascha und wurde nach dessen Tod 1892 dessen Testamentsvollstrecker sowie als Vormund seiner minderjährigen Tochter Ferida eingesetzt. Er veröffentlichte Tagebücher, Briefe und wissenschaftlichen Aufzeichnungen Emin Paschas. Das Buch erschien auch ins Englische übersetzt in London. Es erregte dort einige Aufmerksamkeit, weil es ein völlig neues, kritisches Licht auf Henry Morton Stanley warf, der eine Expedition auf der Suche nach Emin Pascha geführt hatte.

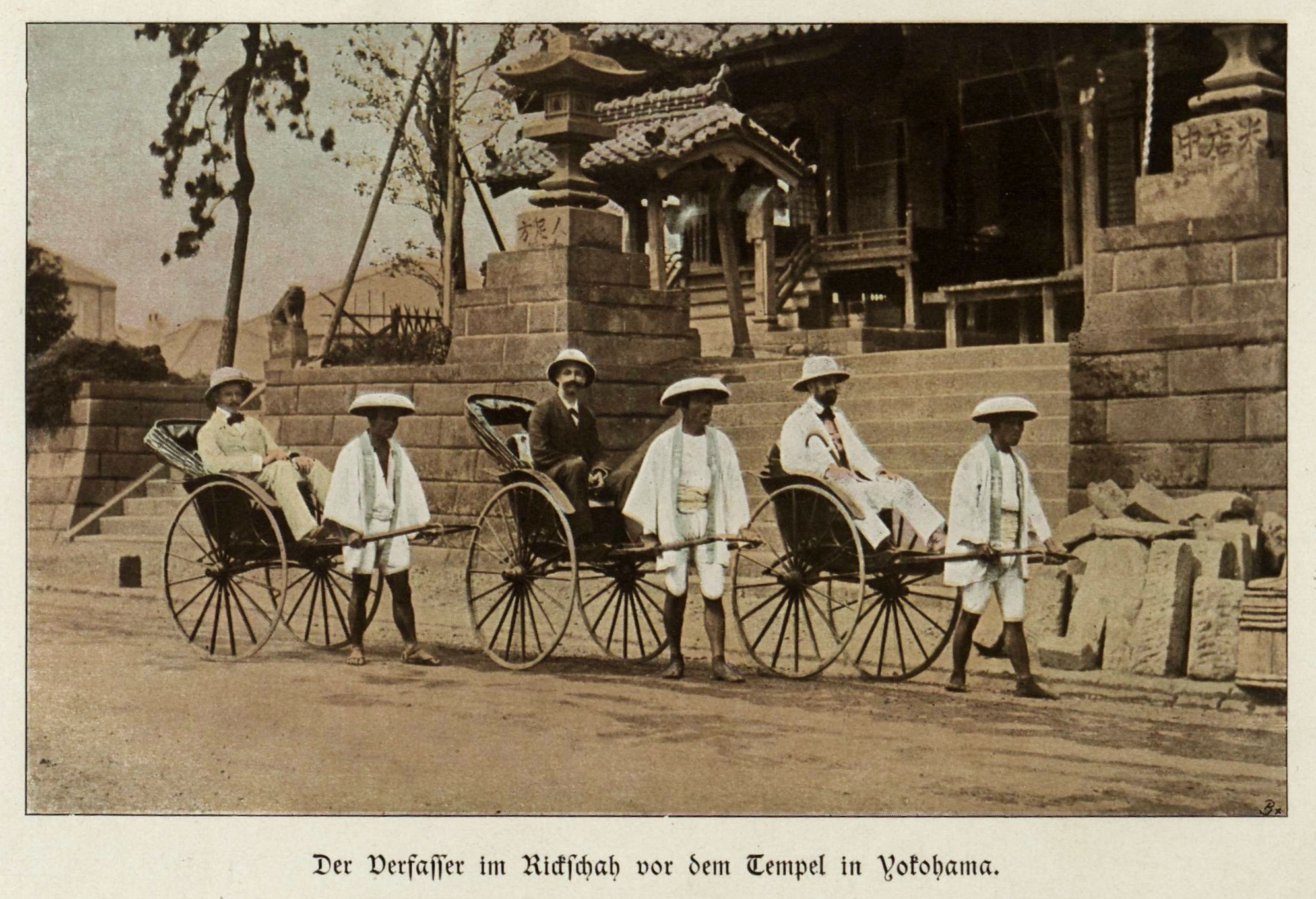
Der Verfasser im Rickschah vor dem Tempel in Yokohama. Georg Schweitzer im Tropenhelm, mit dunklem Anzug in der mittleren Rikscha vor einer Tempelanlage in Yokohama, Japan, mit zwei weiteren unbekannten Ausländern und drei örtlichen Rikschaziehern, bei seiner Weltreise 1898. Aus Georg Schweitzers Buch Reise um die Welt, das er 1899 in Berlin veröffentlichte.

Er schrieb mehrere, zeitweise recht populäre Reisebücher über Asien, Russland und Nordamerika. Sein mit vielen Fotos illustriertes, besonders beliebtes Buch Reise um die Welt (1898) beschreibt seine Fahrt nach Jerusalem, Palästina und Ägypten (wo er eine Audienz beim Khediven erhielt), nach Ceylon (Sri Lanka), Singapur, Indonesien, Siam (Thailand), China, Japan, Hawaii, und die USA. Außerdem veröffentlichte er Börsenliteratur.
Er war Präsident des Fördervereins und Expeditionsausschusses der Zweiten Deutschen Antarktisexpedition 1911/12. Zu seinen Ehren ist der Schweitzergletscher benannt.
Während des Ersten Weltkriegs diente Schweitzer im Rang eines Majors in der Nachrichtenabteilung des Großen Generalstabs. Er leitete ab 1915 die 1914 eingerichtete Berliner Pressekonferenz, deren Gründung ihm zugeschrieben wird, obwohl er die formale Leitung erst 1915 erhielt. Nach der Revolution führte er sie, wieder Zivilist, als von seinen Journalistenkollegen gewählter Vorsitzender bis 1932. Er war Vorsitzender der Pressekommission an der Börse, Vizepräsident des Dachverbands Union Internationale des Associations de la Presse und 1908 Präsident des Internationalen Pressekongresses in Berlin. Er war Vorstandsmitglied des Kyffhäuserbundes. Im Verein Berliner Presse leitete er 27 Jahre lang den Festausschuss und organisierte den Berliner Presseball, der erstmals 1883 stattfand.
Seine umfangreiche, kostbare Zeitungssammlung, die bis ins 18. Jahrhundert zurückreichte, vermachte der dem von Otto Jöhlinger gegründeten Seminar für Zeitungskunde und Zeitungspraxis in Berlin. Die Sammlung ging 1924 an das Deutsche Institut für Zeitungskunde (DIZ) des Universitätsdozenten Martin Mohr über. Auch aus diesem Grund ernannte ihn die Deutsche Gesellschaft für Zeitungswissenschaft (DGfZ) zum Ehrenmitglied.
Georg Schweitzer starb 1940 im Alter von 90 Jahren in Berlin. Als Todesursache wurden urkundlich Herzschwäche, Harnverhaltung und Schenkelhalsbruch links angegeben. Er wurde im Erbbegräbnis der Familie Schweitzer auf dem Alten St.-Matthäus-Kirchhof in Berlin-Schöneberg beigesetzt, wo auch sein Vater bestattet worden war, der Journalist Julius Schweitzer (1820–1893). Das Wandgrab aus Sandstein im Stil der Neorenaissance ist erhalten geblieben.

## Veröffentlichungen
- Auf Urlaub im Orient: Reise-Erinnerungen. Decker, 1890; GoogleBooks
- Auf Urlaub in Amerika. Verlag K. Siegismund, 1894
- Katechismus des Bank- und Börsenwesens: nach den neuesten Bestimmungen der Gesetzgebung. Ausgabe 2. Weber, 1902
- Streifzüge durch Russland und über die persische Grenze. Ausgabe 2, Verlag K. Siegismund, 1904
- Emin Pascha – eine Darstellung seines Lebens und Wirkens mit Benutzung seiner Tagebücher, Briefe und wissenschaftlichen Aufzeichnungen. Walther, Berlin 1898; SLUB Dresden
- Emin Pasha. His life and work. Compiled from his journals, letters, scientific notes and from official documents. Archibald Constable and Co., London 1898
- Die Türkei im Spiegel ihrer Finanzen. Nach dem französischen Original „Les finances de la Turquie“. Übersetzt und mit einem Nachtrage versehen von Georg Schweitzer. C. Heymann, Berlin 1903.
- Leitfaden des Bank- und Börsenwesens. Ausgabe 3. Weber, 1908.
- China im neuen Gewande – Kultur und Wirtschaft im fernen Osten. Verlag K. Siegismund, 1914
- Börse und Presse : Entwicklung und Bedeutung der Wirtschaftspresse in Deutschland. In: 75 Jahre Berliner Börsen-Zeitung. Verlag Berliner Börsen-Zeitung, Berlin 1930, Teil II, S. 93–99
- Von Khartum zum Kongo. Emin Paschas Leben und Sterben. In: Deutschlands Kolonialhelden. Band 1. O. Stollberg, 1932.
- Eine Reise um die Welt. Verlag von Hermann Walther, Berlin 1899; SLUB Dresden. Auch modern: Eine Reise um die Welt. Neuauflage. Kessinger Publishing, 2010, ISBN 1-161-14660-1.
- Die Kinematographie im Kriege. In: Kinematographische Rundschau, Nr. 413, 6. Februar 1916, S. 4–5; anno.onb.ac.at (PDF).